# Ерік Ліндрос
Ерік Ліндрос (англ. Eric Lindros, нар. 28 лютого 1973, Лондон) — колишній канадський хокеїст, що грав на позиції центрального нападника. Грав за збірну команду Канади. Його молодший брат Бретт також був хокеїстом.
Олімпійський чемпіон. Провів понад 800 матчів у Національній хокейній лізі.

## Ігрова кар'єра
Хокейну кар'єру розпочав 1988 року.
1991 року був обраний на драфті НХЛ під 1-м загальним номером командою «Квебек Нордікс». 
Протягом професійної клубної ігрової кар'єри, що тривала 16 років, захищав кольори команд «Філадельфія Флаєрс», «Нью-Йорк Рейнджерс», «Торонто Мейпл-Ліфс» та «Даллас Старс».
Загалом провів 813 матчів у НХЛ, включаючи 53 гри плей-оф Кубка Стенлі.
Виступав за збірну Канади, провів 36 ігор в її складі.

## Нагороди та досягнення
Клубні
- Пам'ятний трофей Гарта — 1995.
- Нагорода Теда Ліндсея — 1995.
- Перша команда всіх зірок НХЛ — 1995.
- Друга команда всіх зірок НХЛ — 1996.
- Учасник матчу усіх зірок НХЛ — 1994, 1996, 1997, 1998, 1999, 2000, 2002.

Збірні
- Чемпіон світу серед молодіжних команд — 1991, 1992.
- Володар Кубка Канади — 1991.
- Команда всіх зірок ОІ — 1992.
- Найкращий бомбардир чемпіонату світу — 1993.
- Команда всіх зірок чемпіонату світу — 1993.

## Статистика

### Клубні виступи
| Сезон        | Клуб                            | Ліга         | Регулярний сезон | Регулярний сезон | Регулярний сезон | Регулярний сезон | Регулярний сезон | Плей-оф | Плей-оф | Плей-оф | Плей-оф | Плей-оф |
| Сезон        | Клуб                            | Ліга         | І                | Г                | П                | О                | ШХ               | І       | Г       | П       | О       | ШХ      |
| ------------ | ------------------------------- | ------------ | ---------------- | ---------------- | ---------------- | ---------------- | ---------------- | ------- | ------- | ------- | ------- | ------- |
| 1988–89      | «Сент Майклз Буззерс»           | ОЮХЛ         | 37               | 24               | 43               | 67               | 193              | 27      | 23      | 25      | 48      | 155     |
| 1988–89      | Національна збірна Канади       | —            | 2                | 1                | 0                | 1                | 0                | —       | —       | —       | —       | —       |
| 1989–90      | «Детройт Компювейр Амбассадорс» | ПАХЛ         | 14               | 23               | 29               | 52               | 123              | —       | —       | —       | —       | —       |
| 1989–90      | Національна збірна Канади       | —            | 3                | 1                | 0                | 1                | 4                | —       | —       | —       | —       | —       |
| 1989–90      | «Ошава Дженералс»               | ОХЛ          | 25               | 17               | 19               | 36               | 61               | 17      | 18      | 18      | 36      | 76      |
| 1989–90      | «Ошава Дженералс»               | МК           | —                | —                | —                | —                | —                | 4       | 0       | 9       | 9       | 12      |
| 1990–91      | «Ошава Дженералс»               | ОХЛ          | 57               | 71               | 78               | 149              | 189              | 16      | 18      | 20      | 38      | 93      |
| 1991–92      | «Ошава Дженералс»               | ОХЛ          | 13               | 9                | 22               | 31               | 54               | —       | —       | —       | —       | —       |
| 1991–92      | Національна збірна Канади       | —            | 24               | 19               | 16               | 35               | 34               | —       | —       | —       | —       | —       |
| 1992–93      | «Філадельфія Флаєрс»            | НХЛ          | 61               | 41               | 34               | 75               | 147              | —       | —       | —       | —       | —       |
| 1993–94      | «Філадельфія Флаєрс»            | НХЛ          | 65               | 44               | 53               | 97               | 103              | —       | —       | —       | —       | —       |
| 1994–95      | «Філадельфія Флаєрс»            | НХЛ          | 46               | 29               | 41               | 70               | 60               | 12      | 4       | 11      | 15      | 18      |
| 1995–96      | «Філадельфія Флаєрс»            | НХЛ          | 73               | 47               | 68               | 115              | 163              | 12      | 6       | 6       | 12      | 43      |
| 1996–97      | «Філадельфія Флаєрс»            | НХЛ          | 52               | 32               | 47               | 79               | 136              | 19      | 12      | 14      | 26      | 40      |
| 1997–98      | «Філадельфія Флаєрс»            | НХЛ          | 63               | 30               | 41               | 71               | 134              | 5       | 1       | 2       | 3       | 17      |
| 1998–99      | «Філадельфія Флаєрс»            | НХЛ          | 71               | 40               | 53               | 93               | 120              | —       | —       | —       | —       | —       |
| 1999–00      | «Філадельфія Флаєрс»            | НХЛ          | 55               | 27               | 32               | 59               | 83               | 2       | 1       | 0       | 1       | 0       |
| 2001–02      | «Нью-Йорк Рейнджерс»            | НХЛ          | 72               | 37               | 36               | 73               | 138              | —       | —       | —       | —       | —       |
| 2002–03      | «Нью-Йорк Рейнджерс»            | НХЛ          | 81               | 19               | 34               | 53               | 141              | —       | —       | —       | —       | —       |
| 2003–04      | «Нью-Йорк Рейнджерс»            | НХЛ          | 39               | 10               | 22               | 32               | 60               | —       | —       | —       | —       | —       |
| 2005–06      | «Торонто Мейпл-Ліфс»            | НХЛ          | 33               | 11               | 11               | 22               | 43               | —       | —       | —       | —       | —       |
| 2006–07      | «Даллас Старс»                  | НХЛ          | 49               | 5                | 21               | 26               | 70               | 3       | 0       | 0       | 0       | 4       |
| Усього в НХЛ | Усього в НХЛ                    | Усього в НХЛ | 760              | 372              | 493              | 865              | 1398             | 53      | 24      | 33      | 57      | 122     |
| Усього в ОХЛ | Усього в ОХЛ                    | Усього в ОХЛ | 95               | 97               | 119              | 216              | 304              | 33      | 36      | 38      | 74      | 169     |

### Збірна
| Рік                | Команда            | Турнір             | І  | Г  | П  | О  | ШХ |
| ------------------ | ------------------ | ------------------ | -- | -- | -- | -- | -- |
| 1990               | Канада             | МЧС                | 7  | 4  | 0  | 4  | 14 |
| 1991               | Канада             | МЧС                | 7  | 6  | 11 | 17 | 6  |
| 1991               | Канада             | КК                 | 8  | 3  | 2  | 5  | 8  |
| 1992               | Канада             | МЧС                | 7  | 2  | 8  | 10 | 12 |
| 1992               | Канада             | ОІ                 | 8  | 5  | 6  | 11 | 5  |
| 1993               | Канада             | ЧС                 | 8  | 11 | 6  | 17 | 10 |
| 1996               | Канада             | КС                 | 8  | 3  | 3  | 6  | 10 |
| 1998               | Канада             | ОІ                 | 6  | 2  | 3  | 5  | 2  |
| 2002               | Канада             | ОІ                 | 6  | 1  | 0  | 1  | 8  |
| Молодіжна збірна   | Молодіжна збірна   | Молодіжна збірна   | 29 | 17 | 25 | 42 | 37 |
| Національна збірна | Національна збірна | Національна збірна | 36 | 20 | 14 | 34 | 38 |